# Agenda Pontificalis
Agenda Pontificalis ili Missale antiquissimum (tako se zove u inventarima 14. stoljeća) je obrednik, odnosno pontifikal, pisan karolinom za đurskog biskupa Chartwiga-Arduina u 11. stoljeću. Pisan je na pergamentu u 120 listova veličine 21×30 cm. Franjo Fancev smatrao je da je pisan za zagrebačku Crkvu, ali prevladalo je mišljenje da je u Zagreb došao kad se osnivala biskupija. Obrednik sadrži obrede ubičajene na zapadu (Rim), ali i na istoku (sicut mos et grecorum), te one iz sjeverne Francuske (Rouen). U njemu su pisane i obredne igre za Bogojavljanje i Uskrs. Čuva se u zagrebačkoj knjižnici "Metropolitana", pod arhivskih brojem MR 165.